# Hylephila
Hylephila es un género de mariposas de la familia Hesperiidae.

## Descripción
La especie tipo es Papilio phyleus Drury, 1773, según designación posterior realizada por Scudder en 1875.

## Diversidad
Existen 21 especies reconocidas en el género, todas ellas tienen distribución neotropical. Al menos 1 especie (H. phyleus) se encuentra también en la región Neártica

## Plantas hospederas
Las especies del género Hylephila se alimentan de plantas de la familia Poaceae. Las plantas hospederas reportadas incluyen los géneros Agrostis, Axonopus, Cenchrus, Cynodon, Digitaria, Eragrostis, Eriochloa, Panicum, Paspalum, Poa, Saccharum y Stenotaphrum.